# Andria
Andria (tiếng Ý: [ˈandrja] ⓘ; Barese: Iàndrie)  là một thành phố Ý. Thành phố thuộc tỉnh Barletta-Andria-Trani trong vùng Apulia. Thành phố có diện tích 407,86 km2, dân số là 100.086 người (ước tính năm 2010). Đây là thành phố đông dân lớn thứ 43 tại Ý